# Kerkdriel
Kerkdriel est un village situé dans la commune néerlandaise de Maasdriel, dans la province de Gueldre. Le 1er janvier 2009, le village comptait 7 157 habitants.

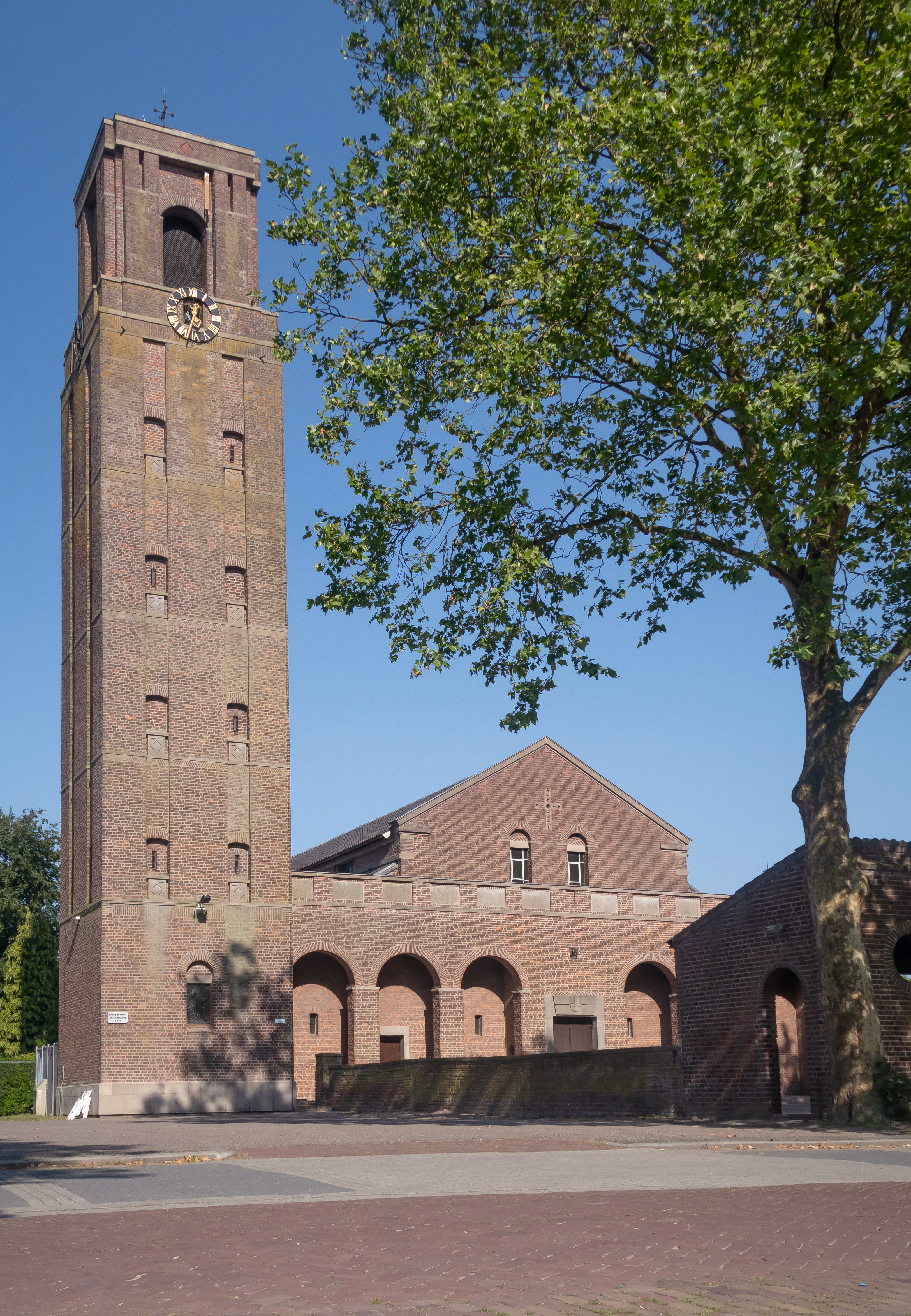
La tour de l'église catholique

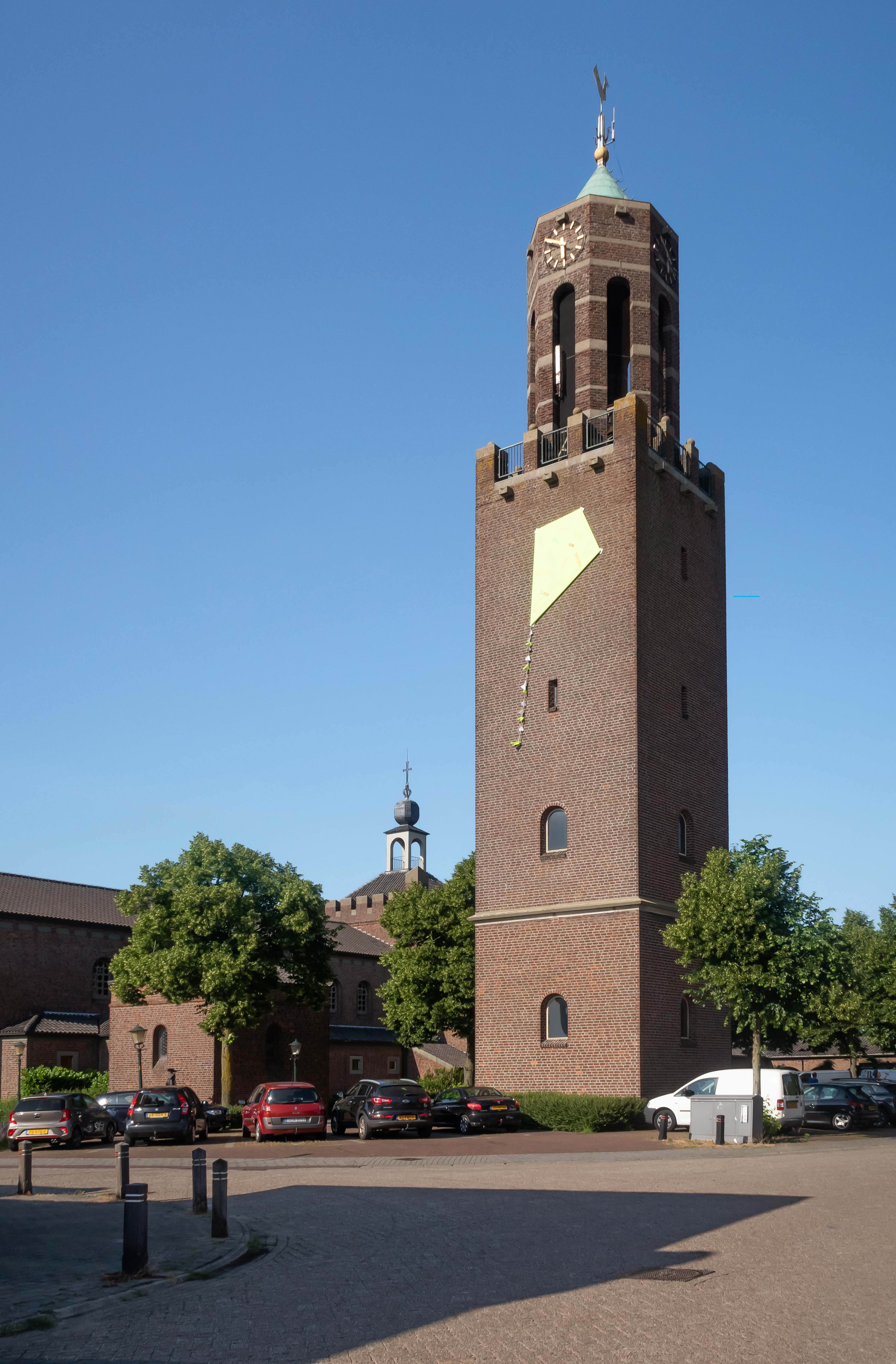
L'église protestant